# П-2 «Звєзда»
| П-2 «Звєзда»                                                                  | П-2 «Звєзда» | П-2 «Звєзда» |
| ----------------------------------------------------------------------------- | --- | --- |
|                                                                               | | |
|                                                                               | | |
| Схема підводного човна типу «Правда»                                          | | |
| Верф                                                                          | ССЗ № 189, Ленінград | ССЗ № 189, Ленінград |
| Під прапором                                                                  | Військово-морський флот СРСР | Військово-морський флот СРСР |
| Порт приписки                                                                 | Оранієнбаум | Оранієнбаум |
| Закладений                                                                    | 19 грудня 1931 року | 19 грудня 1931 року |
| Спуск на воду                                                                 | 15 квітня 1934 року | 15 квітня 1934 року |
| Введений до складу флоту                                                      | 9 липня 1936 року | 9 липня 1936 року |
| Виведений зі складу флоту                                                     | 20 червня 1956 року | 20 червня 1956 року |
| На службі                                                                     | 1936-1956 | 1936-1956 |
| Сучасний статус                                                               | 9 серпня 1955 року перетворений на блокшив. 17 серпня 1956 року списаний на брухт                                                                    | 9 серпня 1955 року перетворений на блокшив. 17 серпня 1956 року списаний на брухт                                                                    |
| Бойовий досвід                                                                | Друга світова війна Кампанія на Балтійському морі | Друга світова війна Кампанія на Балтійському морі |
| Проєкт                                                                        | | |
| Тип ПЧ                                                                        | ескадрений дизель-електричний торпедний підводний човен                                                                                              | ескадрений дизель-електричний торпедний підводний човен                                                                                              |
| Розробник проєкту                                                             | ОКТБ-2 | ОКТБ-2 |
| Основні характеристики                                                        | | |
| Швидкість (надводна)                                                          | 20,2 вузлів (37,4 км/год) | 20,2 вузлів (37,4 км/год) |
| Швидкість (підводна)                                                          | 8,3 вузли (15,3 км/год) | 8,3 вузли (15,3 км/год) |
| Робоча глибина занурення                                                      | 50 м | 50 м |
| Гранична глибина занурення                                                    | 70 м | 70 м |
| Дальність плавання                                                            | 5 535 миль (10 250 км) на швидкості 10,9 вузлів у надводному положенні 105 миль (194 км) на швидкості 2,5 вузли (4,63 км/год) у підводному положенні | 5 535 миль (10 250 км) на швидкості 10,9 вузлів у надводному положенні 105 миль (194 км) на швидкості 2,5 вузли (4,63 км/год) у підводному положенні |
| Екіпаж                                                                        | 54 офіцери та матроси | 54 офіцери та матроси |
| Розміри                                                                       | | |
| Довжина найбільша (по КВЛ)                                                    | 90 м | 90 м |
| Ширина корпусу найб.                                                          | 8 м | 8 м |
| Середня осадка (по КВЛ)                                                       | 2,83 м | 2,83 м |
| Водотоннажність надводна                                                      | 931 тонна | 931 тонна |
| Силова установка                                                              | | |
| Дизель-електрична: 2 × дизельних двигуни M10V49/48 2 × електродвигуни ПП84/95 | | |
| Гвинти                                                                        | 2 | 2 |
| Потужність                                                                    | 2 × 2700 к.с. (дизелі) 2 × 550 к.с. (електродвигун)и                                                                                                 | 2 × 2700 к.с. (дизелі) 2 × 550 к.с. (електродвигун)и                                                                                                 |
| Озброєння                                                                     | | |
| Артилерія                                                                     | 2 × 100-мм гармати Б-24-ПЛ | 2 × 100-мм гармати Б-24-ПЛ |
| Торпедно- мінне озброєння                                                     | 6 × 533-мм торпедних апаратів 10 торпед | 6 × 533-мм торпедних апаратів 10 торпед |
| ППО                                                                           | 1 × 45-мм напівавтоматична універсальна гармати 21-К                                                                                                 | 1 × 45-мм напівавтоматична універсальна гармати 21-К                                                                                                 |

П-2 «Звєзда» — радянський ескадрений дизель-електричний підводний човен типу «Правда», що входив до складу Військово-морського флоту СРСР за часів Другої світової війни. Закладений 19 грудня 1931 року на Балтійському суднобудівному і механічному заводі у Ленінграді під будівельним номером 219. 15 квітня 1934 року спущений на воду. 9 липня 1936 року корабель уведений до строю, а 23 липня 1936 року включений до складу Балтійського флоту ВМФ СРСР.

## Історія служби
Відразу після введення до строю підводний човен «Звєзда» через конструктивні недоліки був визнаний таким, що бойове застосування його неможливо. Отже його використовували як навчальний корабель для підготовки моряків-підводників.
У листопаді 1940 року брав участь у груповому поході з П-1 «Правда» і П-3 «Іскра» в Балтійському морі із заходом в Таллінн, Ригу, Лібаву.
На початок війни човен перебував у складі окремого навчального дивізіону підводних човнів в Оранієнбаумі. У вересні 1941 року було прийнято рішення використати «Звєзду» для постачання обложених радянських військ на ВМБ Ханко, втім після загибелі «Правди» це рішення було скасовано.
25 листопада 1941 року човен вийшов у похід у Нарвську затоку для обстрілу берегових об'єктів. В результаті аварії був змушений спливти, зазнав атаки ворожого літака.
Наприкінці грудня 1941 року човен здійснив похід у блокадний Ленінград, доставивши до міста 700 тонн палива. Піддавшись артобстрілу, «Звєзда» отримав 14 осколкових пробоїн у легкому корпусі.
1 травня 1942 року ПЧ поставили на консервацію. 10 серпня 1944 року човен вивели зі складу флоту та передали НДІ зв'язку та телемеханіки ВМФ.
20 червня 1956 року човен виключили зі списку суден і відправили на металобрухт у Ленінграді.